# Périgny (Charente Marítim)
Périgny és un municipi francès situat al departament del Charente Marítim i a la regió de la Nova Aquitània. L'any 2007 tenia 6.709 habitants.

## Demografia

### Població
El 2007 la població de fet de Périgny era de 6.709 persones. Hi havia 2.726 famílies de les quals 644 eren unipersonals (249 homes vivint sols i 395 dones vivint soles), 972 parelles sense fills, 912 parelles amb fills i 198 famílies monoparentals amb fills.
La població ha evolucionat segons el següent gràfic:
Habitants censats

### Habitatges
El 2007 hi havia 2.954 habitatges, 2.776 eren l'habitatge principal de la família, 48 eren segones residències i 130 estaven desocupats. 2.455 eren cases i 458 eren apartaments. Dels 2.776 habitatges principals, 1.906 estaven ocupats pels seus propietaris, 824 estaven llogats i ocupats pels llogaters i 46 estaven cedits a títol gratuït; 92 tenien una cambra, 162 en tenien dues, 363 en tenien tres, 899 en tenien quatre i 1.260 en tenien cinc o més. 2.420 habitatges disposaven pel capbaix d'una plaça de pàrquing. A 1.291 habitatges hi havia un automòbil i a 1.320 n'hi havia dos o més.

### Piràmide de població
La piràmide de població per edats i sexe el 2009 era:
| Homes | Edats   | Dones |
| ----- | ------- | ----- |
| 0     | 95 o +  | 16    |
| 4     | 90 a 94 | 28    |
| 20    | 85 a 89 | 48    |
| 16    | 80 a 84 | 28    |
| 72    | 75 a 79 | 92    |
| 80    | 70 a 74 | 76    |
| 140   | 65 a 69 | 140   |
| 124   | 60 a 64 | 156   |
| 152   | 55 a 59 | 128   |
| 248   | 50 a 54 | 260   |
| 268   | 45 a 49 | 256   |
| 236   | 40 a 44 | 260   |
| 172   | 35 a 39 | 240   |
| 224   | 30 a 34 | 260   |
| 180   | 25 a 29 | 140   |
| 152   | 20 a 24 | 144   |
| 184   | 15 a 19 | 212   |
| 240   | 10 a 14 | 220   |
| 216   | 5 a 9   | 252   |
| 168   | 0 a 4   | 160   |

## Economia
El 2007 la població en edat de treballar era de 4.484 persones, 3.219 eren actives i 1.265 eren inactives. De les 3.219 persones actives 2.975 estaven ocupades (1.501 homes i 1.474 dones) i 243 estaven aturades (114 homes i 129 dones). De les 1.265 persones inactives 535 estaven jubilades, 455 estaven estudiant i 275 estaven classificades com a «altres inactius».

### Ingressos
El 2009 a Périgny hi havia 2.930 unitats fiscals que integraven 7.066 persones, la mediana anual d'ingressos fiscals per persona era de 21.637 €.

### Activitats econòmiques
Dels 543 establiments que hi havia el 2007, 16 eren d'empreses extractives, 10 d'empreses alimentàries, 7 d'empreses de fabricació de material elèctric, 14 d'empreses de fabricació d'elements pel transport, 46 d'empreses de fabricació d'altres productes industrials, 85 d'empreses de construcció, 129 d'empreses de comerç i reparació d'automòbils, 16 d'empreses de transport, 17 d'empreses d'hostatgeria i restauració, 15 d'empreses d'informació i comunicació, 33 d'empreses financeres, 23 d'empreses immobiliàries, 80 d'empreses de serveis, 30 d'entitats de l'administració pública i 22 d'empreses classificades com a «altres activitats de serveis».
Dels 112 establiments de servei als particulars que hi havia el 2009, 1 era una oficina d'administració d'Hisenda pública, 1 gendarmeria, 1 oficina de correu, 4 oficines bancàries, 14 tallers de reparació d'automòbils i de material agrícola, 1 taller d'inspecció tècnica de vehicles, 1 autoescola, 10 paletes, 11 guixaires pintors, 14 fusteries, 9 lampisteries, 13 electricistes, 6 empreses de construcció, 5 perruqueries, 2 veterinaris, 1 agència de treball temporal, 10 restaurants, 6 agències immobiliàries i 2 salons de bellesa.
Dels 16 establiments comercials que hi havia el 2009, 1 era una gran superfície de material de bricolatge, 1 una botiga de més de 120 m², 3 fleques, 2 carnisseries, 1 una llibreria, 1 una botiga d'equipament de la llar, 1 una botiga de mobles, 1 una botiga de material esportiu, 1 un drogueria, 2 perfumeries i 2 floristeries.
L'any 2000 a Périgny hi havia 9 explotacions agrícoles.

## Equipaments sanitaris i escolars
Els 2 equipaments sanitaris que hi havia el 2009 eren farmàcies.
El 2009 hi havia 1 escola maternal i 2 escoles elementals.

## Poblacions més properes
El següent diagrama mostra les poblacions més properes.